# جنگل‌های بارانی سیبری جنوبی
جنگل بارانی سیبری جنوبی منطقه‌ای از جنگل‌های بارانی معتدل در جنوب سیبری مرکزی است که عمدتاً در امتداد رشته‌کوه‌های آلتای و سایان در خاکاسیا و تووا و همچنین منطقه کوچکی در کوه‌های خمار-دابان در نزدیکی دریاچه بایکال در بوریاتیا قرار دارد. این جنگل مساحتی تقریباً ۶۰۰۰ کیلومتر مربع (۲۳۰۰ مایل مربع) را در بر می‌گیرد. بخش بزرگتر جنگل در کوه‌های آلتای و سایان در محدوده عرض جغرافیایی بین ۵۱٫۵ درجه تا ۵۶ درجه عرض جغرافیایی شمالی و محدوده طول جغرافیایی بین ۸۶ درجه تا ۹۵ درجه طول جغرافیایی شرقی قرار دارد. این منطقه با کوه‌های طلایی آلتای، میراث جهانی، همپوشانی دارد. مناطق اکولوژیکی از جنگل‌های نیم‌بوری تا یک اکوتون استپی جنگلی متغیر است و شامل گونه‌های گیاهی متنوع‌تری نسبت به مناطق اطراف است.

## جغرافیا
جنگل‌های بارانی جنوب سیبری عمدتاً در رشته‌کوه‌های آلتای و سایان در میان ارتفاعات مختلف واقع شده‌اند. ویژگی‌های جغرافیایی که این جنگل به آنها گسترش یافته است شامل کوه‌ها و پشته‌های مرتفع و همچنین دره‌هایی است که توسط یخچال‌های طبیعی و حوضه‌های رودخانه‌ای ایجاد شده‌اند. بوم‌زیست جنگلی-استپی در ارتفاعاتی به کوتاهی ۲۵۰ تا ۳۰۰ متر (۸۲۰ فوت تا ۹۸۵ فوت) رخ می‌دهد، در حالی که مرز جنگل-تندرا بین ۱۶۰۰ تا ۱۸۰۰ متر (۵۲۵۰ فوت تا ۵۹۰۵ فوت) است. رودخانه‌های کاتون و بیا، دو شاخه رودخانه اوب که از کوه‌های آلتای سرچشمه می‌گیرند، از این منطقه عبور می‌کنند.

## فلورا
گیاهان این منطقه ترکیبی از گونه‌های چهار زیست‌بوم تایگا، جنگل‌های معتدل، توندرا و استپ هستند و از گیاهان بسیاری از مناطق اطراف متنوع‌ترند. درختان شامل ترکیبی از گونه‌های درختان مخروطی و پهن‌برگ هستند. این گونه‌ها شامل کاج اسکاتلندی، توس نقره‌ای، صنوبر اوراسیایی، کاج سیبری، نراد سیبری، صنوبر سیبری و نمدار سیبری هستند. مناطق همیبورال در مناطق مرطوب تحت سلطه کاج اسکاتلندی و توس نقره‌ای هستند. پوشش خزه وجود دارد، اما پراکنده است. مناطق خشک بسته به دما تحت سلطه کاج اسکاتلندی یا کاج اروپایی سیبری هستند. کاج اروپایی سیبری معمولاً در مناطق خنک‌تر شایع‌تر است در حالی که مناطق گرم‌تر و خشک‌تر کاج اروپایی را ترجیح می‌دهند. کاج اروپایی سیبری همچنین بر اکوتون جنگلی-استپی غالب است. گونه‌های اپی‌فیت شامل جنس‌های متعددی از گلسنگ هستند. این گیاهان شامل جنس‌های نیتروفیت مانند پزشکی و ملانلیا، اسیدوفیت‌ها مانند اسنا و بریوریا و سایر جنس‌ها از جمله هیپوگیمنیا و هستند. گیاهان زیر اشکوب شامل بَنبری اوراسیایی، زنجبیل وحشی اروپایی، شقایق بایکال، ساکسیفراژ طلایی، ترتیزک و علف‌هایی از جنس‌های جگن، چمن‌جاوری جنگلی و علف نی هستند.

## جانوران
حیوانات خشکی‌زی در این منطقه شامل خرس‌های قهوه‌ای، مارهای افعی اروپایی، موش‌های کور از جنس تالپا، روباه‌های قرمز و گوزن‌های قرمز، گرگ‌های خاکستری، سیاه‌گوش، خرگوش‌های کوهستانی و چندین گونه از راسویان از جمله قاقم‌ها و ولورین‌ها هستند. گونه‌های پرندگان شامل باقرقره فندقی، پیپیت‌های درختی، دارکوب‌های سه‌انگشتی اوراسیایی، عقاب‌های طلایی، شاهین‌های تیزپا، لک‌لک‌های سیاه، جغدهای عقابی شمالی و شاهین‌های زیرین هستند. گونه‌های آبزی شامل قورباغه‌های باتلاقی، تایمن سیبری، ماهی‌هایی از جنس کوتوس، ماهی خاکستری سیبری، ماهی قزل‌آلای آسیایی و سمورهای اروپایی هستند. جانوران حشرات شامل پروانه ابریشم سیبری، گونه‌ای از حشرات گیاه‌خوار است که در این منطقه زندگی می‌کند و از برگ درختان تغذیه می‌کند.

## آب و هوا
آب و هوای جنگل معتدل سیبری در امتداد رشته کوه‌های آلتای و سایان، قاره‌ای و مرطوب است. دمای زمستان می‌تواند تا -۱۹ درجه سانتیگراد (-۲ درجه فارنهایت) پایین و دمای تابستان می‌تواند تا ۱۷ درجه (۶۳ درجه فارنهایت) بالا برود. این منطقه در درجه اول از توده‌های هوای اقیانوس اطلس که توسط بادهای غربی آورده می‌شوند، بارندگی دریافت می‌کند. آب و هوای دریاچه تلتسکویه و بایکال در نزدیکی آن معتدل‌تر است. دریاچه بایکال با رسیدن به کوه‌های خمار-دابان، هوای ورودی را خنک می‌کند. هوای ورودی از روی کوه‌ها عبور می‌کند و باعث می‌شود رطوبت به بیرون رسوب کند. این امر باعث بارندگی سالانه بیشتر در این منطقه نسبت به مناطق اطراف می‌شود و در برخی نقاط می‌تواند از ۱۵۰۰ میلی‌متر در سال فراتر رود. علاوه بر این، رطوبت نسبی می‌تواند به‌طور متوسط سالانه تا ۷۵٪ برسد. این منطقه همچنین آب بیشتری را در اثر تبخیر و تعرق نسبت به مناطق اطراف از دست می‌دهد. پیش‌بینی‌های فعلی تغییرات اقلیمی حاکی از آن است که دمای محلی افزایش خواهد یافت و باعث گسترش جنگل به مناطق کوهستانی توندرای مجاور می‌شود. همچنین انتظار می‌رود تغییرات اقلیمی منجر به کاهش بارندگی در منطقه شود.

## حفاظت
میراث جهانی کوه‌های طلایی آلتای شامل بخشی از جنگل‌های کوه‌های آلتای است. دولت روسیه همچنین چندین منطقه حفاظت‌شده طبیعی ایجاد کرده است. سه منطقه در کوه‌های آلتای قرار دارند: مناطق حفاظت‌شده طبیعی آلتایسکی و کاتونسکی که آنها نیز در کوه‌های طلایی آلتای قرار دارند، و منطقه حفاظت‌شده زیست‌کره اوبسونور هالو که آن هم یک منطقه حفاظت‌شده جهانی است. منطقه حفاظت‌شده طبیعی کوزنتسک آلاتائو در نزدیکی کوه‌های سایان واقع شده است. منطقه نزدیک دریاچه بایکال شامل منطقه حفاظت‌شده طبیعی بایکال است.